# Ксав'є Бетель
Ксав'є Бетель (люксемб. Xavier Bettel; нар. 3 березня 1973, Люксембург, Люксембург) — люксембурзький політик і юрист, мер міста Люксембургу (2011—2013), а також член міської Громадської ради і Палати депутатів парламенту країни, є керівником Демократичної партії (з 2013).
Прем'єр-міністр Люксембургу (2013—2023).

## Життєпис

### Раннє життя
Народився в Люксембурзі. Його батько був виноторговцем, а його мати була француженкою російського походження. Після закінчення середньої школи, Бетель отримав ступінь магістра суспільного і європейського права та DEA в політології та публічного права в Університеті Нансі II (місто Нансі, Франція). Він також отримав ступінь у галузі морського права і церковного права в Університеті Аристотеля (Салоніки, Греція). Він брав участь у Програмі Еразмус.
На початку 2000-х протягом чотирьох років Ксав'є він брав участь у розмовному шоу Sonndes em 8 у мережі T.TV.

### 2020-ті
4 липня 2021 року Ксав'є потрапив до лікарні із ускладненнями під час перебігу COVID-19, перед чим перебував на самоізоляції. 5 липня його стан оцінили як важкий і стабільний, діагностувавши у нього кисневе голодування.

### Плагіат
У жовтні 2021 року журналісти виявили, що 1999 року Беттель при написанні магістерської роботи у французькому Університеті Лотарингії використав майже на 100 % чужі матеріали. Згідно з журналістським розслідуванням, дві сторінки з 56 не містили плагіату..

## Політична кар'єра

### Муніципальна політика
1989 року вступив в Демократичну партію Люксембургу.
1999 року на муніципальних виборах, що відбулися в жовтні, Бетель був обраний до Громадської ради міста Люксембургу, посівши шосте місце в списку Демократичної партії.
12 липня 2001 він отримав кваліфікацію магістра права.
28 листопада 2005 після муніципальних виборів, в яких він зайняв четверте місце в списку партії, Бетель був призначений в міський уряд Люксембургу як заступник мера з соціальних питань.
У ході виборів 9 жовтня 2011 року в віці 38 років Ксав'є Бетель був обраний мером Люксембургу (з 33,65 % голосів), склавши присягу 24 листопада 2011 і вступивши на посаду 1 січня 2012.

### Національна політика
Бетель балотувався до Палати депутатів 1999 року, зайнявши 10 місце в списку партії по Центральному регіону при 7 тих, хто проходить, що не дозволяло йому потрапити до парламенту. Однак Демократична партія обігнала на виборах Соціалістичну робітничу партію як друга за величиною парламентська фракція, що призвело до формування нової панівної коаліції з Християнсько-соціальною народною партією. У результаті частина депутатів відмовилися від своїх місць, щоб узяти участь в роботі уряду, і Бетель зайняв звільнене крісло.
На виборах 2004 року обраний до Палати депутатів, значно зміцнивши свої позиції і зайнявши четверте місце (з п'яти обраних членів Демократичної партії). Переобирався 2009 року.
2013 року обраний лідером Демократичної партії з 96,5 % голосів. На парламентських виборах того ж року його партія посіла друге місце. 25 жовтня Великий герцог Анрі доручив йому вести переговори з формування правлячої коаліції та майбутнього уряду. Бетель заявив, що планує узаконити в Люксембурзі одностатеві шлюби вже наступного року.

## Особисте життя
Бетель — відкритий гей. «Мені часто задають питання, як це бути третім відкритим мером-геєм європейської столиці… Люди вибирали нас не за те, що ми гомосексуали, а за наші професійні й особисті якості, — заявив після обрання Бетель в інтерв'ю журналу Têtu. — Виборці бачать, як я виконую свої обов'язки, їх вибір — це визнання моєї роботи». Бетель перебуває в шлюбі з Ґотьє Дестенеєм, з якими він часто з'являється на публічних заходах.

## Нагороди
- Орден князя Ярослава Мудрого II ст. (Україна, 23 серпня 2024) — за вагомий особистий внесок у зміцнення міждержавного співробітництва, підтримку суверенітету та територіальної цілісності України, популяризацію Української держави у світі[6]